# Wereldkampioenschappen wielrennen 1962

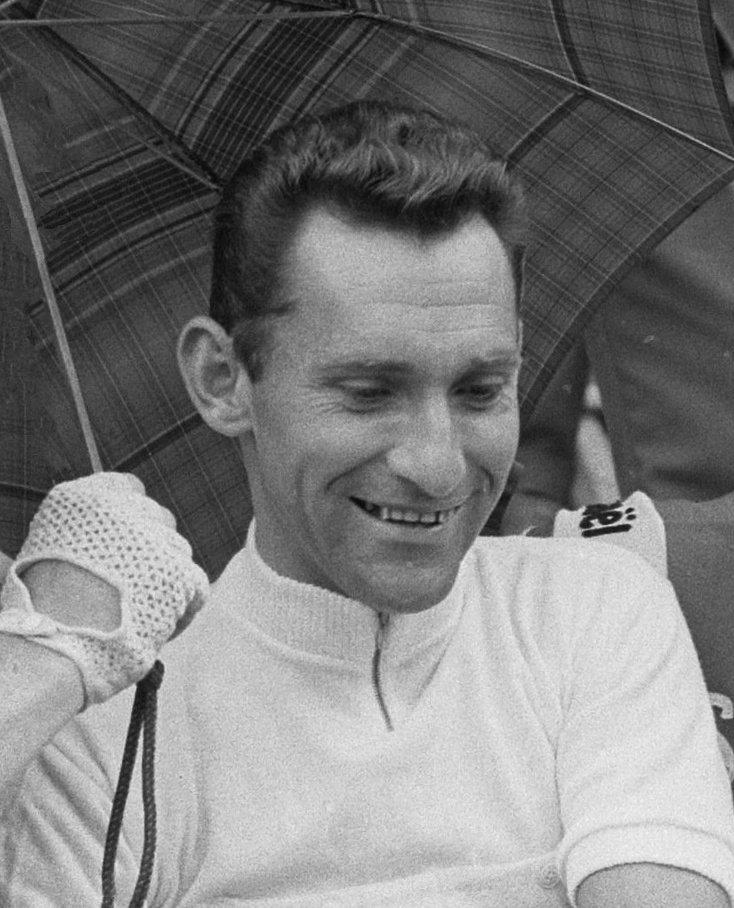
Jean Stablinski, wereldkampioen bij de profs

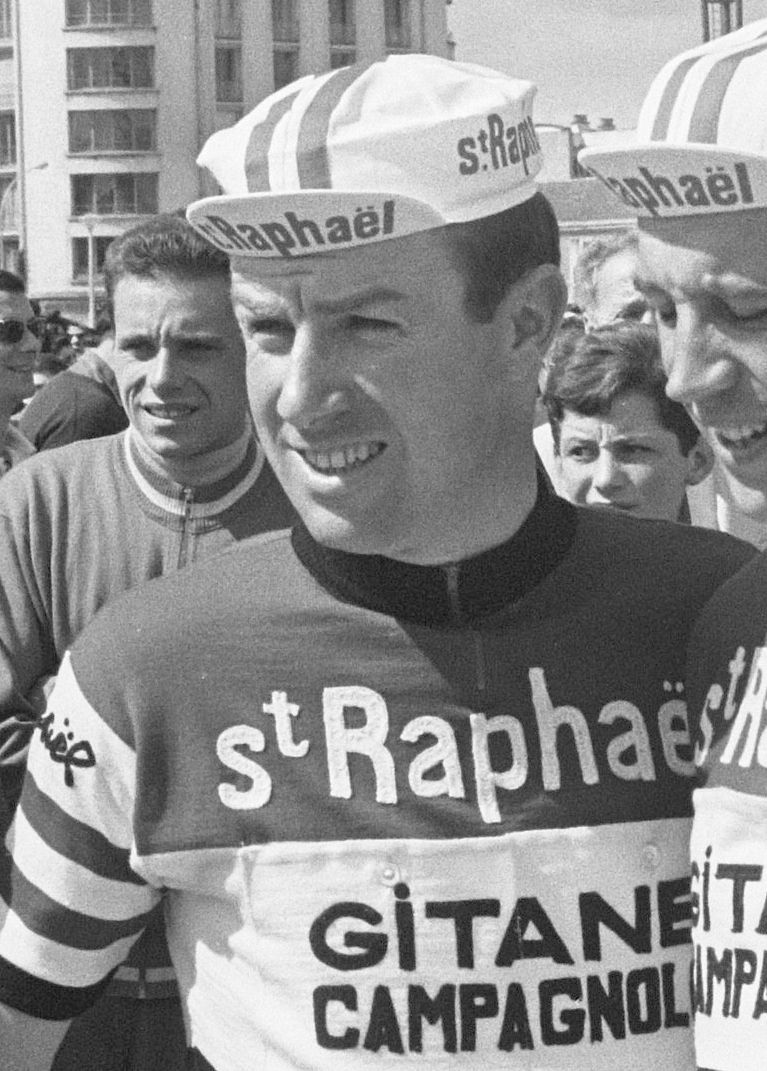
Seamus Elliott werd tweede

De wereldkampioenschappen wielrennen op de weg van 1962 werden gehouden tussen 29 augustus en 2 september in Italië.
De individuele wedstrijden werden gereden in Salò op een omloop van 12,88 kilometer. De profs moesten 23 ronden rijden (296,240 km), de amateurs 14 (179,320 km) en de vrouwen vijf (64,4 km).
De wedstrijd bij de profs draaide rond de rivaliteit tussen de Tourwinnaar Jacques Anquetil en zijn ploegmaats bij St. Raphaël, en de "keizer van Herentals", uittredend wereldkampioen Rik Van Looy, en zijn knechten bij Flandria-Faema. Uiteindelijk trokken de "Rapha's" aan het langste eind. De wereldtitel ging naar de Fransman Jean Stablinski die solo naar de overwinning reed. De tweede, de Ier Seamus Elliott, was ook een ploegmaat van Anquetil. De eerste "Faema" werd Huub Zilverberg (6e). De groep met de favorieten Anquetil (15e) en Van Looy (30e) eindigde op bijna vier minuten van de winnaar.
De Italiaan Renato Boncioni, een renner uit de streek, was een verrassende winnaar bij de amateurs. Het kampioenschap voor de vrouwen kreeg een uniek volledig Belgisch podium.
De ploegentijdrit voor amateurs werd in Brescia verreden over 2 ronden van 56 km. Er kwamen 19 ploegen aan de start. Onder een brandende zon wonnen de Italianen voor de Denen (met Ole Ritter, die later tweede werd in de wegwedstrijd) en het viertal uit Uruguay. De Nederlandse ploeg, die bestond uit Cor Schuuring, Kees Snepvangers, Jan Schröder en Cees van Espen, werd vijfde. Van Espen moest lossen na 10 km in de tweede ronde zodat slechts drie renners de wedstrijd uitreden. België werd slechts zestiende.

## Uitslagen

### Beroepsrenners
| Plaats | Renner            | Land           | Tijd     |
| ------ | ----------------- | -------------- | -------- |
| 1      | Jean Stablinski   | Frankrijk      | 7u43'11" |
| 2      | Seamus Elliott    | Ierland        | +1'22"   |
| 3      | Jos Hoevenaars    | België         | +1'44"   |
| 4      | Rolf Wolfshohl    | West-Duitsland | +1'54"   |
| 5      | Arnaldo Pambianco | Italië         | +2'04"   |
| 6      | Huub Zilverberg   | Nederland      | +2'10"   |
| 7      | Sigi Renz         | West-Duitsland | +2'13"   |
| 8      | Henry Anglade     | Frankrijk      | +2'24"   |
| 9      | Horst Oldenburg   | West-Duitsland | +2'59"   |
| 10     | Franco Cribiori   | Italië         | +3'08"   |

### Amateurs
| Plaats | Renner          | Land       | Tijd     |
| ------ | --------------- | ---------- | -------- |
| 1      | Renato Boncioni | Italië     | 4u53'50" |
| 2      | Ole Ritter      | Denemarken | +9"      |
| 3      | Arie den Hartog | Nederland  | +12"     |

### Ploegentijdrit amateurs
| Plaats | Land                                                               | Tijd     |
| ------ | ------------------------------------------------------------------ | -------- |
| 1      | Italië Mario Maino/Antonio Tagliani/ Dino Zandegu/Danilo Grassi    | 2u28'48" |
| 2      | Denemarken Ole Ritter/Vagn Bangsborg/ Mogens Tvilling/Ole Kroier   | +8"      |
| 3      | Uruguay Ruben Etchenbarne/Juan José Timon/ Vid Cencic/René Pezzati | +3'07"   |

### Vrouwen
| Plaats | Renner                 | Land   |
| ------ | ---------------------- | ------ |
| 1      | Marie-Rose Gaillard    | België |
| 2      | Yvonne Reynders        | België |
| 3      | Marie-Thérèse Naessens | België |

1921 · 
1922 · 
1923 · 
1924 · 
1925 · 
1926 · 
1927 · 
1928 · 
1929 · 
1930 · 
1931 · 
1932 · 
1933 · 
1934 · 
1935 · 
1936 · 
1937 · 
1938 · 
1946 · 
1947 · 
1948 · 
1949 · 
1950 · 
1951 · 
1952 · 
1953 · 
1954 · 
1955 · 
1956 · 
1957 · 
1958 · 
1959 · 
1960 · 
1961 · 
1962 · 
1963 · 
1964 · 
1965 · 
1966 · 
1967 · 
1968 · 
1969 · 
1970 · 
1971 · 
1972 · 
1973 · 
1974 · 
1975 · 
1976 · 
1977 · 
1978 · 
1979 · 
1980 · 
1981 · 
1982 · 
1983 · 
1984 · 
1985 · 
1986 · 
1987 · 
1988 · 
1989 · 
1990 · 
1991 · 
1992 · 
1993 · 
1994 · 
1995 · 
1996 · 
1997 · 
1998 · 
1999 · 
2000 · 
2001 · 
2002 · 
2003 · 
2004 · 
2005 · 
2006 · 
2007 · 
2008 · 
2009 ·
2010 · 
2011 · 
2012 · 
2013 · 
2014 · 
2015 · 
2016 · 
2017 · 
2018 · 
2019 · 
2020 ·
2021 ·
2022 ·
2023 ·
2024 ·
2025 ·
2026